# Черк'яра-ді-Калабрія
Черк'яра-ді-Калабрія (італ. Cerchiara di Calabria, сиц. Circhiara) — муніципалітет в Італії, у регіоні Калабрія,  провінція Козенца.
Черк'яра-ді-Калабрія розташований на відстані близько 400 км на південний схід від Рима, 110 км на північ від Катандзаро, 65 км на північ від Козенци.
Населення — 2408 осіб (2014).

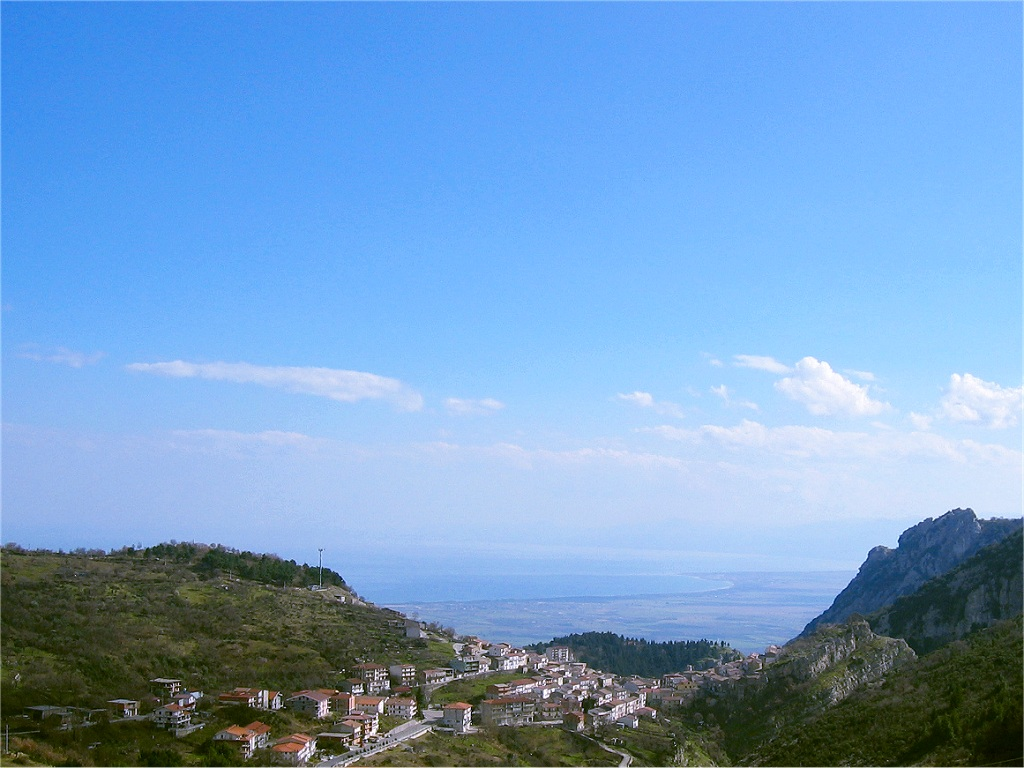

Щорічний фестиваль відбувається 14 травня. Покровитель — san Bonifacio.

## Демографія
Населення за роками:

Станом на 1 січня 2023 року в муніципалітеті офіційно проживали 204 іноземці з 21 країни, серед них 32 громадяни країн Євросоюзу та 2 громадяни України.

## Сусідні муніципалітети
- Алессандрія-дель-Карретто
- Кассано-алло-Йоніо
- Кастровілларі
- Чивіта
- Франкавілла-Мариттіма
- Платачі
- Сан-Лоренцо-Белліцці
- Терранова-ді-Полліно
- Віллап'яна